# بيتي توتل
بيتي توتل ممثلة مخرجة وكاتبة لبنانية من أصل سوري قدمت العديد من المسرحيات الكوميدية وأستاذة التمثيل والمسرح في برنامج ستار أكاديمي لعدة مواسم

## حياتها
ولدت في مستشفى طراد في الأشرفية لعائلة سورية من حلب أربعة من إخوتها
الشبان ولدوا في سوريا، واضطر والدها المحامي رزق الله توتل إلى حمل عائلته إلى لبنان. في لم تحصل عائلتها على الجنسيّة اللبنانيّة إلاّ بعد صدور قانون التجنيس في التسعينات حين كانت في الثانية والعشرين من عمرها
اسمها الحقيقي “ماري برناديت”، خالها أطلق عليها اسم «ّ بيتي» لأنه أحب فتاة بهذا الاسم، ولم يتمكن من الارتباط بها 
امتنع شقيقها الأكبر جوزيف عن دفع مصاريفها الجامعيّة”، فوجدت نفسها مجبرة على التدريس في مدرسة “زهرة الإحسان”، قصدت مكتب المخرج جلال خوري، لتخبره بقرارها دخول المسرح.

### حياتها الأسرية
متزوجة من سعد صفير ولديها ثلاث بنات وولد اسمه «ندي» 

## مشوارها المهني
حاصلة على درجة البكالوريوس في العلوم المسرحية والسمعية-المرئية والسينمائية ودرجة الماجستير في الدراماتورجيا ودبلوم دراسات معمقة في المسرح وهي محاضرة في جامعات مختلفة في لبنان
انطلاقتها كانت في المسرح حيث شاركت في عدة مسرحيات من كتابتها وإخراجها، عام 2003 شاركت في برنامج  ستار أكاديمي بموسميه الأول والثاني كأستاذة التمثيل والمسرح وكعضو لجنة تحكيم وساهم في انتشار اسمها عربيا ثم عادت لتشارك عام 2013 بثلاثة مواسم التاسع العاشر والحادي العشر 
عام 2018 اختيرت لتكون سفيرة مجموعة «توتال» الشباب عبر مسابقة The Startupper of the year by Total Challenge  كما شاركت في العديد من المسلسلات التلفزيونية أهمها ثلاث بنات بشخصية ميمي والأفلام السينمائية 

## أعمالها

### في المسرح
- (2022):عالم التلفزيون [10]
- (2022): ع مفرق طريق[11]
- (2020): كولوار الفرح[12]
- (2018): فريزر[13]
- (2015): مسرح جريمة
- (2014): باسبور رقم 10452
- (2013): الأربعا بنص الجمعة»
- (2012): آخر بيت بالجميزة[14]
- (2012): Who is Claire Zahanassian؟
- (2009): أيّام بتسوى فرانكو
- (2004): جنينة الصنايع

### في التلفزيون
- (2015): ثلاث بنات
- (2010): الدنيا هيك
- (1996): سجن الأيام

### في السينما
- (2016): محبس
- (2010): شارع هوفلين
- (2008): سنة حلوة

### البرامج
- (2015):ستار أكاديمي 11
- (2014):ستار أكاديمي 10
- (2013):ستار أكاديمي 9
- (2012): أخبار.كوم[15] (تمثيل)
- (2004):ستار أكاديمي 2
- (2003):ستار أكاديمي 1

## جوائز
- لبنان: جائزة الموريكس دور للتميز في العمل المسرحي كتابة وتمثيلاً وإخراجاً 2018